# قلعه اشناخور
قلعه اشناخور (خمین)، روستایی از توابع بخش مرکزی شهرستان خمین در استان مرکزی ایران است.

## جمعیت
این روستا در دهستان آشناخور قرار دارد و براساس سرشماری مرکز آمار ایران در سال ۱۳۸۵، جمعیت آن ۲۲۶ نفر (۵۶خانوار) بوده‌است.

## مردم
مردم این روستا از ایل بختیاری می باشند.